# Liste der Nummer-eins-Hits in den Cash Box Charts (1955)
Diese Liste enthält alle Nummer-eins-Hits in den amerikanischen Cash Box Charts im Jahr 1955. Es gab in diesem Jahr zehn Nummer-eins-Singles.
| Singles |
| --- |
| - Chordettes – Mr. Sandman - 2 Wochen (25. Dezember 1954 – 7. Januar 1955, insgesamt 7 Wochen; → 1954) - Joan Weber – Let Me Go Lover - 1 Woche (8. Januar – 14. Januar, insgesamt 2 Wochen; → 1954) - Chordettes – Mr. Sandman - 3 Wochen (15. Januar – 4. Februar, insgesamt 7 Wochen) - Billy Vaughn & Orchestra – Melody of Love - 7 Wochen (5. Februar – 25. März) - Bill Hayes, Fess Parker, Tennessee Ernie Ford – The Ballad of Davy Crockett - 8 Wochen (26. März – 20. Mai) - Les Baxter & Orchestra, Al Hibbler, Roy Hamilton – Unchained Melody - 6 Wochen (21. Mai – 1. Juli) - Bill Haley & His Comets – Rock Around the Clock - 8 Wochen (2. Juli – 26. August) - Mitch Miller & Orchestra, Johnny Desmond – The Yellow Rose of Texas - 7 Wochen (27. August – 14. Oktober) - The Four Aces – Love is a Many Splendored Thing - 2 Wochen (15. Oktober – 28. Oktober, insgesamt 3 Wochen) - Roger Williams – Autumn Leaves - 1 Woche (29. Oktober – 4. November, insgesamt 3 Wochen) - The Four Aces – Love is a Many-Splendored Thing - 1 Woche (5. November – 11. November, insgesamt 3 Wochen) - Roger Williams – Autumn Leaves - 2 Wochen (12. November – 25. November, insgesamt 3 Wochen) - Tennessee Ernie Ford – Sixteen Tons - 7 Wochen (26. November 1955 – 13. Januar 1956) |